# Hamed Karoui

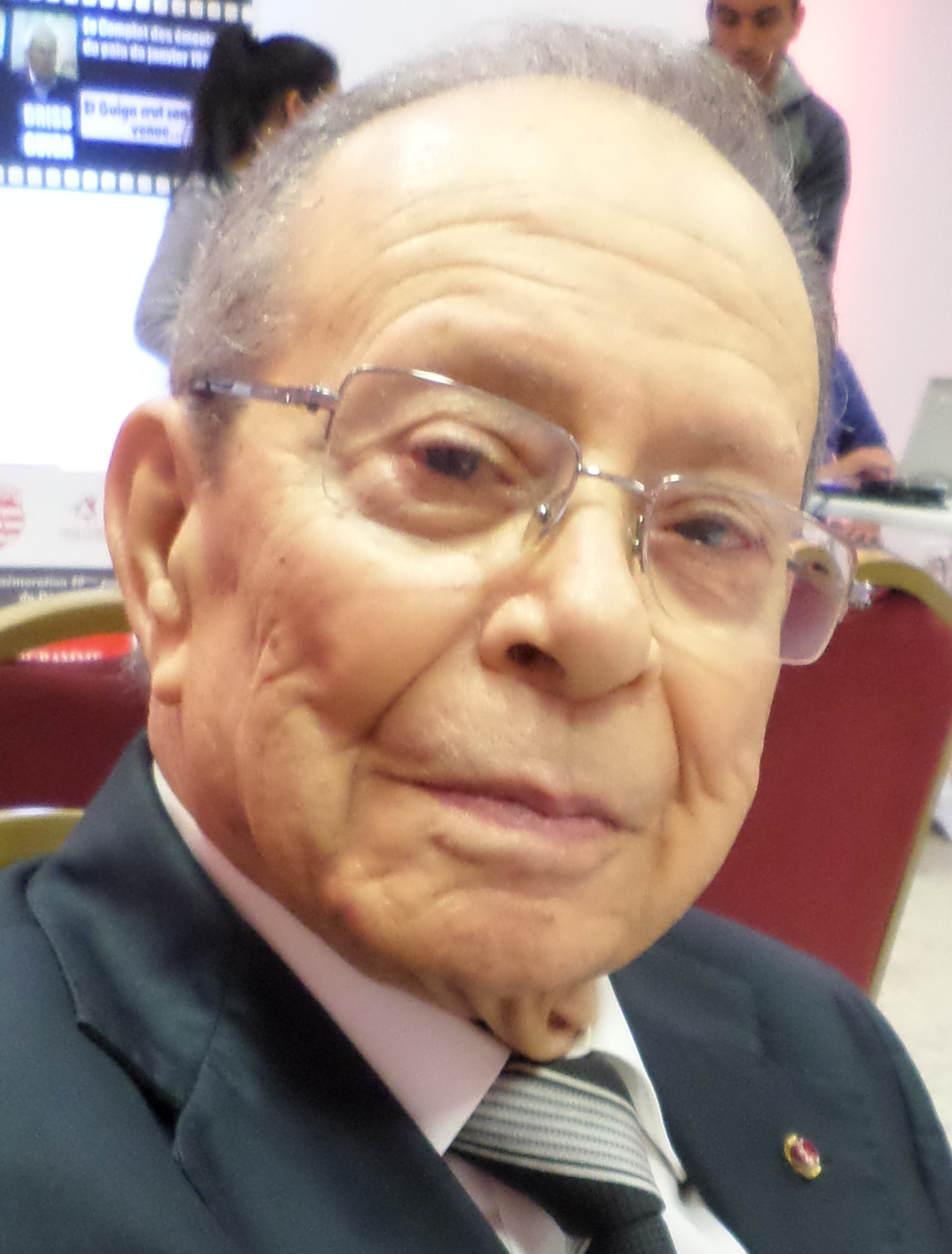
Hamed Karoui im Jahr 2017

Hamed Karoui (arabisch حامد القروي, DMG Ḥāmid al-Qarawī; * 30. Dezember 1927 in Sousse; † 27. März 2020 ebenda) war ein tunesischer Politiker und Premierminister.
Nach dem Medizinstudium in Frankreich mit Promotion arbeitete er als Lungenfacharzt im Regionalkrankenhaus von Sousse. Dann begann er seine politische Laufbahn als Bürgermeister seiner Heimatstadt Sousse, die er auch als Abgeordneter im Parlament vertrat.
Vom 8. Juli 1986 bis 2. Oktober 1987 war er Minister für Jugend und Sport im Kabinett von Rachid Sfar. Nach dem Staatsstreich von Zine el-Abidine Ben Ali vom 7. November 1987, der zum Sturz des langjährigen Präsidenten Habib Bourguiba führte, wurde er Justizminister.
Am 27. September 1989 wurde Karoui von Präsident Zine el-Abidine Ben Ali als Nachfolger von Hédi Baccouche zum Premierminister ernannt. Am 17. November 1999 löste ihn Mohamed Ghannouchi als Premierminister ab. Mit über zehnjähriger Regierungszeit war Karoui damit bislang der am zweitlängsten amtierende Premierminister der Tunesischen Republik.
Karoui war Erster Vizepräsident des „Rassemblement Constitutionnel Démocratique“ (RCD), dessen Zentralkomitee er bereits seit 1988 angehörte.
Über viele Jahre war er zudem Präsident des Fußballvereins Étoile Sportive du Sahel. Karoui starb im März 2020 im Alter von 92 Jahren.